# Conistra subspadiceana
Conistra subspadiceana là một loài bướm đêm trong họ Noctuidae.